# Château de la Bourdonnaye
Le château de la Bourdonnaye est situé à Carentoir en France.

## Localisation
Le château est situé sur le territoire de la commune de Carentoir, au lieu-dit la Bourdonnaye, dans le département du Morbihan en région Bretagne.

## Description
Le château date du XIXe siècle, édifice de plan allongé comprenant un corps central encadré de deux ailes symétriques construit en moellons et pierre de taille en granite et schiste. Le rez-de-chaussée se situe au-dessus d'un niveau de soubassement. Élévation en pierre de taille avec encadrements de baies et chaînes d'angle harpés. Étage de soubassement, un étage carré, étage de comble, élévation à travées. Toiture à longs pans recouverte d'ardoises, croupe. Escalier de distribution extérieur, escalier intérieur,.

## Historique
Le 19 floréal an IV  (8 mai 1796) l'adjudant général Simon, sorti de Rennes avec des forces supérieures en nombre, trouva des Chouans au château de la Bourdonnaye en Carentoir et les poursuivit jusqu'à Ploërmel via Tréal, Monteneuf, Reminiac, Caro et Monterrein.
Sur le site d'un ancien château dont les dispositions sont lisibles sur le cadastre de 1825 et dont des vestiges antérieurs au XVIe siècle sont conservés à proximité des communs, un château neuf est construit vers 1893 et achevé vers 1898 par le marquis de la Bourdonnaye. Remplaçant un édifice ancien, le château de la Bourdonnaye s'inscrit au centre d'une composition classique dans un ensemble remarquable comprenant jardin, chapelle, communs et parc. La mise en scène de l'édifice, la conservation des vestiges symbolisant l'ancienneté du site, le choix d'un style classique témoignent des modes de restauration foncière de la noblesse à la fin du XIXe siècle. Important édifice dont la qualité architecturale doit être signalée, ce bâtiment compte parmi les plus intéressants au sein de sa catégorie à l'échelle régionale,.
Le château est inscrit partiellement au titre des monuments historiques par arrêté du 20 mars 2023.
En 2024, il est toujours la propriété de la famille de La Bourdonnaye.

## Protection
Éléments protégés : les fortifications, le château et les écuries en totalité (hors adjonctions en parpaings et fibrociment et hors bâtiment de 1000 m² en parpaings et fibrociments de la parcelle XK 70), les façades et toitures des bâtiments de la basse-cour, la chapelle de la Haute-Bouexière, les murs de l'enclos ainsi que le calvaire, les façades et toitures de l’ancien presbytère de la Haute-Bouexière avec son portail, ses murs d'enceinte et les façades et toitures de ses dépendances, le sol d’assiette du parc et du potager, l’ensemble des murs et grilles de clôture, le bassin, la grotte et l’ensemble des fabriques qui composent le parc.